# Basketballschuh

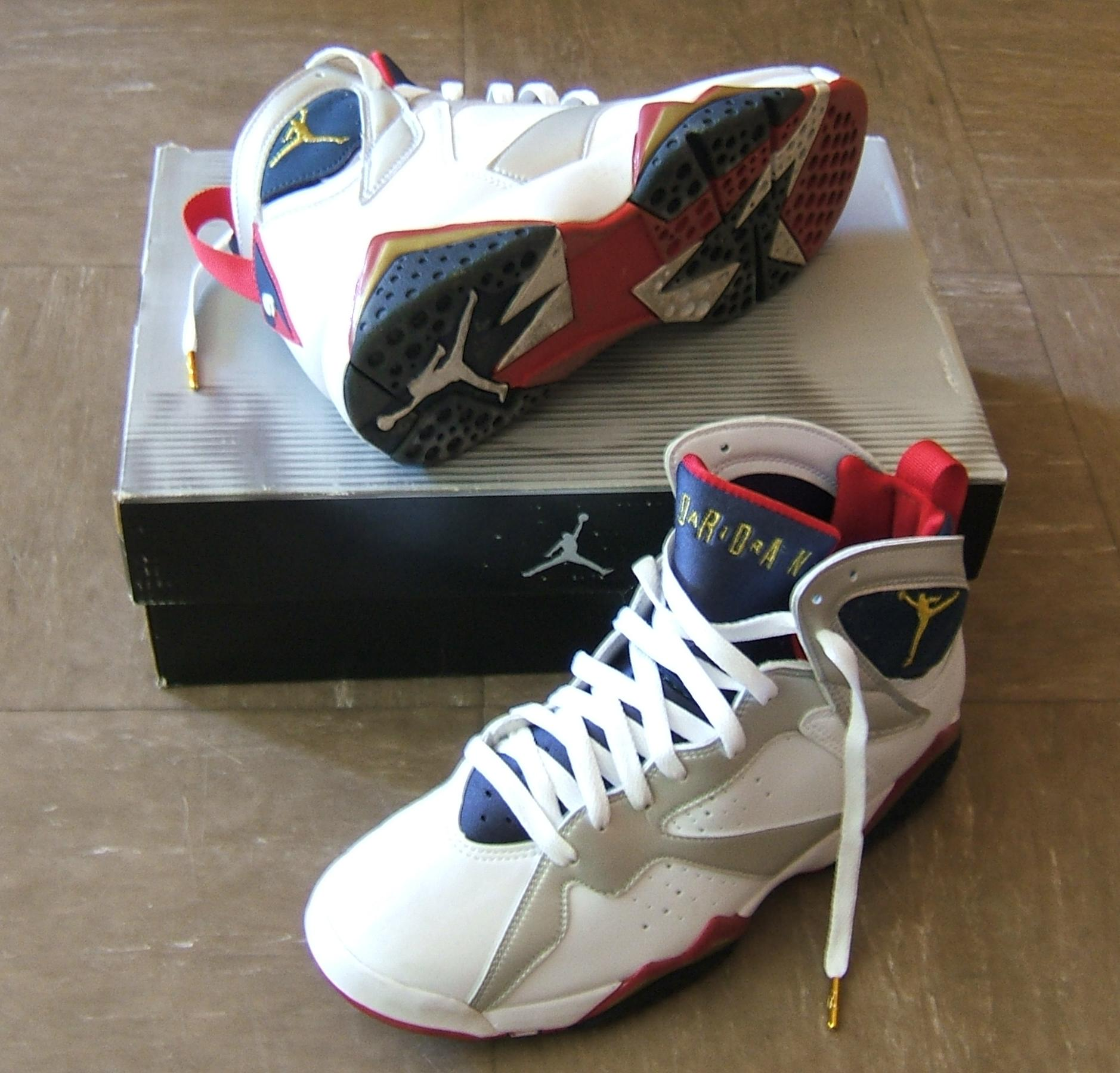
Basketballschuh Air Jordan VII

Basketballschuhe sind Bestandteil der Ausrüstung von Basketballspielern.

## Beschaffenheit
Basketballschuhe unterscheiden sich von anderen Sportschuhen zunächst einmal in der Höhe. Durch die häufigen Sprünge im Basketball sowie die zahlreichen abrupten Richtungswechsel ist es von außerordentlicher Wichtigkeit, dass die Knöchel der Spieler geschützt sind, um so ein Umknicken zu verhindern. Daher umschließen viele Basketballschuhe die Knöchel der Sportler und garantieren damit ein Maximum an Stabilität. Doch nicht nur die Höhe der Schuhe, auch ihre Dämpfung ist wichtig. Schließlich wirken beim Sprung starke Kräfte auf die Gelenke, weshalb eine gute Dämpfung sehr wichtig ist, um diese Kräfte zu mindern. Wichtig ist auch der Tragekomfort: moderne Basketballschuhe verfügen über Systeme, die für eine Luftzirkulation sorgen sollen.

## Geschichte
Die Geschichte des Basketballschuhs beginnt im frühen 20. Jahrhundert, als der Spieler Chuck Taylor mit Basketballschuhen der Firma Converse auflief; er machte der Firma Verbesserungsvorschläge für die Schuhe, aus dieser Zusammenarbeit entstanden schließlich die Schuhe, die heute als Chucks auf der ganzen Welt bekannt sind.
Einen weiteren Meilenstein in der Geschichte der Basketballschuhe stellt die Zusammenarbeit von Michael Jordan mit der Firma Nike dar. Nike schloss mit Jordan bei dessen Karrierebeginn einen Ausrüstervertrag ab und stattete den künftigen Superstar mit einem eigenen Schuh, einem sogenannten Signature-Schuh aus, der mittlerweile trotz Jordans Karriereende weiterhin in Neuauflagen erscheint. Durch diese Air-Jordan-Schuhlinie stieg Nike von einem unbedeutenden Sportartikelhersteller zu einem der größten und bedeutendsten Konzerne der Branche auf. Sie entwickelten unabhängig vom Vertrag mit Jordan eine Reihe weiterer Basketballschuhe, darunter auch die Nike Air Max und Air Force 1.
Mittlerweile buhlen zahlreiche Sportartikelhersteller, unter anderem Adidas, Nike und Reebok, um die besten Basketballer der NBA, um ihnen eigene Schuhe herstellen zu dürfen. Die Firmen lassen sich diese Deals regelmäßig viele Millionen Dollar kosten, ein Beispiel hierfür ist der Ausstattervertrag von Nike mit dem damals von der High-School kommenden Jung-Basketballer LeBron James über 100 Mio. US-Dollar. Das Spektakuläre ist insbesondere die Tatsache, dass Nike das Geld zahlte, noch bevor James eine Minute in der NBA gespielt hatte.

## Varianten
Aufgrund der unterschiedlichen Positionen und Spielcharaktere im Basketball, haben sich unterschiedliche Richtungen von Basketballschuhen entwickelt. Bei einem Point Guard beispielsweise, die ständig die Richtung wechseln, ist ein sehr leichter, nicht ganz so hoher Schuh wichtig, der sowohl über genügend Grip und Stabilität verfügt, aber auch nicht „klobig“ wirkt. Center-Spieler sollten nicht so sehr auf das Gewicht, sondern vor allem auf die Stabilität der Schuhe achten. Aufgrund der spezifischen Aktionen eines Centers ist die Gefahr oder Wahrscheinlichkeit eines Umknickens oder einer Knöchelverletzung deutlich höher als bei anderen Positionen. In solchen Fällen muss man einen Schuh tragen, der effektiv vor dem Umknicken schützt.